# Риос, Адольфо
Адольфо Риос (исп. Adolfo Ríos; 11 декабря 1966, Уруапан, Мексика) — мексиканский футболист, вратарь. Выступал за национальную сборную Мексики.

## Карьера
Хосе Адольфо Риос Гарсия является воспитанником футбольной академии УНАМ Пумас. В этом же клубе Адольфо дебютировал на профессиональном уровне в 1985 году. Зимой 1998 года Риос впервые выиграл чемпионат Мексики по футболу в составе футбольного клуба «Некакса». С 1988 по 2003 года, Адольфо Риос регулярно вызывался в сборную Мексики, за которую он сыграл 36 официальных матчей. В сезоне-2004 Риос получил травму, из-за которой он не мог вернуться в состав команды на протяжении нескольких месяцев. В воротах его заменил Гильермо Очоа. Позже Адольфо Риос и Гильермо Очоа делили стартовую позицию вратаря в футбольном клубе «Америка» в течение всего сезона. В 2004 году, в возрасте 37 лет, Риос объявляет о завершении профессиональной футбольной карьеры.

## Достижения
«Некакса»
- Чемпион Мексики: 1998

«Америка»
- Чемпион Мексики: 2002

Мексика
- Бронзовый призёр Кубка Америки (2): 1997, 1999